# Madrassa Bou Inania de Meknès

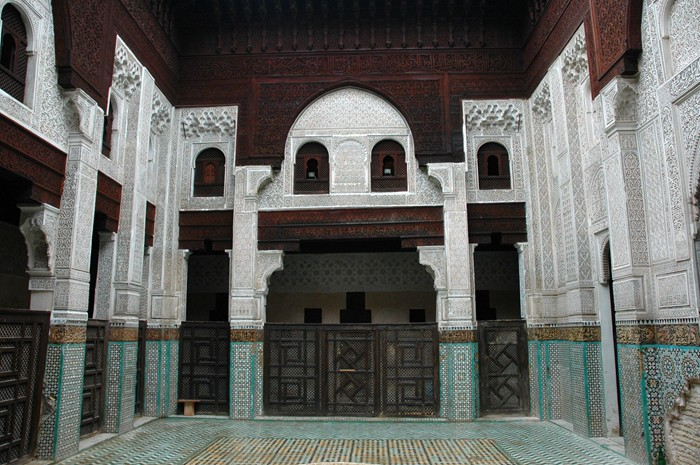
El pati

La madrassa Bou Inania (en àrab المدرسة البوعنانية, al-Madrasa al-Būʿināniyya) és una madrassa fundada el 1350 pel governant marínida Abu-Inan Faris a Meknès, al Marroc.
L'edifici està dividit en dues zones desiguals, amb un llarg passadís entre elles. Al costat oest hi ha la madrassa en si, mentre que al costat oest hi ha un annex per a les ablucions. L'entrada principal està coronada per una volta i presenta una façana oberta en arcs de ferradura, amb decoració a base d'estucs.

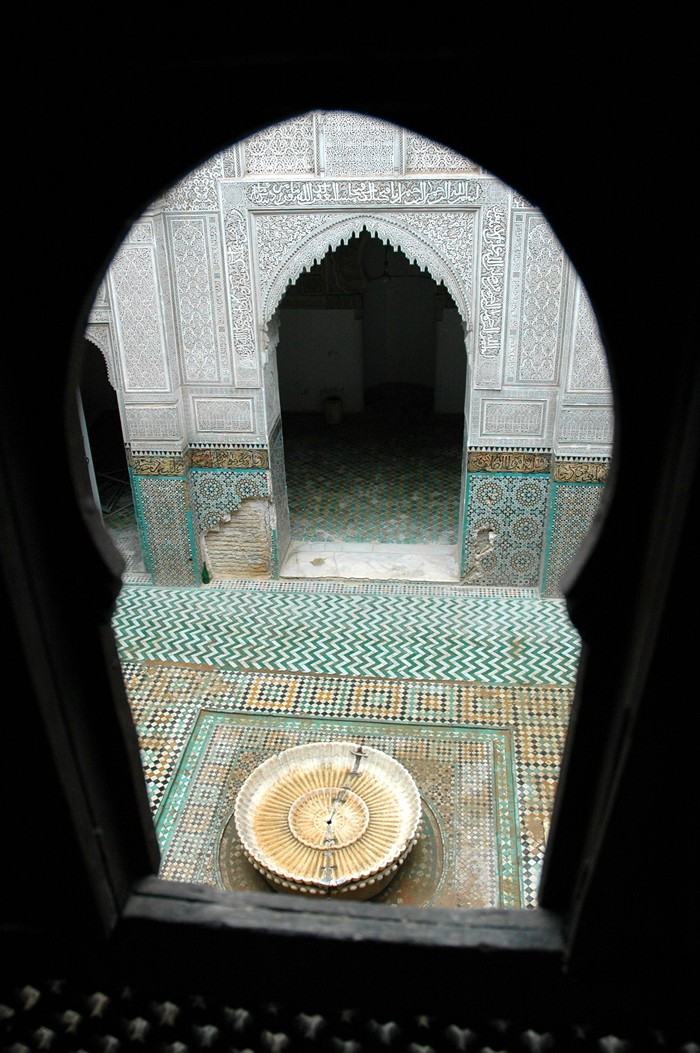
La font del pati des d'una cel·la

Un passadís condueix cap a un pati, al centre del qual hi ha una font. El pati està envoltat per galeries en tres dels seus costats, en el quart s'obre la sala d'oracions. Les teulades de teula verda, la decoració a base de fustes tallades, estucs, acolorits alicatats zellij, i el terra de mosaic, converteixen el pati en un lloc molt agradable.
La sala d'oracions, amb estucs i un elegant mihrab inserit en un arc de ferradura, no ha canviat. La resta de la planta baixa i la planta superior, l'ocupen les cel·les d'estudiants.
El terrat ofereix una bona vista de la medina i de la gran Gran Mesquita veïna.